# Пранцо (Тренто)
Пранцо је насеље у Италији у округу Тренто, региону Трентино-Јужни Тирол.
Према процени из 2011. у насељу је живело 225 становника. Насеље се налази на надморској висини од 474 м.